# The Troggs
The Troggs – brytyjski zespół rockowy utworzony w 1964 roku.

## Skład
- Ronnie Bond
- Chris Britton
- Colin Fletcher
- Peter Lucas
- Dave Maggs
- Richard Moore
- Tony Murray
- Reg Presley
- Peter Staples

## Dyskografia
- From Nowhere (1966)
- Give It to Me (1966)
- Trogglodynamite (1966)
- Wild Thing (1966)
- Cellophane (1967)
- Hip Hip Hooray (1968)
- Love Is All Around (1968)
- Mixed Bag (1968)
- Top of the Troggs (1968)
- As I Am (1969)
- Trogglomania (1969)
- Troggs (1975)
- Contrasts (1976)
- Trogg Tapes (1976)
- Live at Max's Kansas City (1981)
- Athens Andover (1992)
- Athens, Georgia & Beyond (1996)
- Live at Max's Kansas City (2002)